# Pathfinder (Schiff, 1942)
HMS Pathfinder (G10) war ein britischer Zerstörer im Zweiten Weltkrieg und gehörte zur ersten Gruppe der standardisierten britischen Kriegszerstörer. Die Pathfinder wurde im Zweiten Weltkrieg mit den Battle Honours Atlantic 1942–43, Malta Convoys 1942, North Africa 1942–43, Sicily 1943, Salerno 1943, Aegean 1943 und Burma 1944–45 ausgezeichnet. Der Zerstörer war an der Vernichtung des italienischen U-Boots Cobalto und der deutschen U-Boote U 162 und U 203  beteiligt.
Die Pathfinder wurde am 11. Februar 1945 vor Ramree in der Burmesischen Küstenregion Arakan durch einen japanischen Luftangriff schwer beschädigt. 1945 wurde eine Reparatur des mit nur einer einsetzbaren Maschine nach Großbritannien zurückmarschierten Zerstörers als nicht mehr sinnvoll abgelehnt.

## Geschichte des Zerstörers
Die spätere Pathfinder wurde mit dem Schwesterschiff Pakenham am 3. September 1939 bei der Werft von Hawthorn, Leslie & Co. in Hebburn am Tyne im Rahmen der „1st Emergency Destroyer Flotilla“ („O“-Klasse) in Auftrag gegeben. Die Schiffe mit den Baunummern 625 und 626 sollten ursprünglich die Namen Onslow und Onslaught erhalten.
Zu den Einzelheiten der Bildung von drei Grundtypen der O- und P-Klasse 
 siehe Pakenham (G06) => Geschichte des Zerstörers.

So wurden die bei Hawthorn, Leslie & Co. vom Stapel gelaufenen Neubauten noch kurz vor ihrer Fertigstellung umbenannt und die am 10. April 1941 vom Stapel gelaufene Onslaught  kam am 13. April 1942 als zweite Pathfinder in den Dienst der Royal Navy. Die erste Pathfinder von 1904 war das erste Schiff gewesen, das auf See fahrend durch ein U-Boot mit einem Torpedoschuss versenkt worden war.
Die als sechster Zerstörer der P-Untergruppe abgelieferte Pathfinder war baugleich mit ihrem Schwesterschiff Pakenham. Die Bewaffnung bestand aus fünf 102-mm-L/45-Mk.V-Schiffsgeschützen mit einer maximalen Elevation von 80° (im Gefecht nutzbar bis 60°). Je zwei waren an Bug und Heck übereinander aufgestellt. Das fünfte Geschütz erhielten alle Zerstörer der P-Klasse nach einer Planänderung 1940 an Stelle des ursprünglich geplanten hinteren Torpedorohrsatzes vor dem hinteren Deckshaus. Für die Geschütze war eine neue Verkleidung entwickelt worden, die der Bedienung vor allem Schutz vor dem Wetter bieten sollte. Die beiden Buggeschütze und das hochstehende Heckgeschütz waren so verkleidet. Die beiden hinten auf dem Hauptdeck aufgestellten Geschütze erhielten diese Schutzverkleidung nicht. Für die Nahbereichsverteidigung waren ein 40-mm-L/39-pompom-Fla-Vierling erhöht hinter dem Schornstein und vier 20-mm-L/70-Oerlikon-Maschinenkanonen auf der Scheinwerferbrücke zwischen den Torpedorohrsätzen und an den Brückenenden vorhanden. Zusätzlich verfügte das Schiff, wie die Schwesterschiffe, über einen Vierfach-21-Zoll-Torpedorohrsatz und führte bis zu 70 Wasserbomben mit sich, die mit vier Werfern und über zwei Ablaufbahnen eingesetzt wurden.

Während seiner Dienstzeit wurden die Oerlikons an den Brückenenden durch Zwillings-Ausführungen ersetzt. Außerdem wurde vor dem Einsatz in Ostasien das auf der Position eines möglichen zweiten Torpedorohrsatzes montierte 102-mm-Geschütz wieder durch einen Torpedorohrsatz ersetzt.

### Einsatzgeschichte
Erster Kommandant des neuen Zerstörers war vom Januar 1942 bis zum November 1943 der Commander Edward Albert Gibbs (1903–1982), der schon drei Zerstörer seit 1936 befehligt hatte und als Kommandant der Fortune schon zweimal mit dem Distinguished Service Order ausgezeichnet worden war.
Der Zerstörer ging nach seiner Fertigstellung sofort nach Scapa Flow zur Ausbildung. Die Kollision mit einem Hilfsschiff erforderte einen Werftaufenthalt, der zur Nachrüstung mit Huff-Duff genutzt wurde. Ab Juni 1942 war der Zerstörer bei der Home Fleet im Einsatz. Im Juli 1942 gehörte der Zerstörer zu den Einheiten der Home Fleet, die an der Operation Pedestal beteiligt waren. 

Am 2. August verließ der Zerstörer den Clyde in der Sicherung des Konvois. Auf dem Weg durch das Mittelmeer kam der Zerstörer zur Force X, die die Nahsicherung des Versorgungskonvois nach Malta bilden sollte. Die Gruppe bestand seit Gibraltar aus Pathfinder und ihrem Schwesterschiff Penn, den Leichten Kreuzern Manchester, Kenya, Nigeria, dem Flakkreuzer Cairo sowie den weiteren Zerstörern mit Ashanti, Intrepid, Icarus, Fury, Foresight sowie den Hunt-Zerstörern Derwent, Bramham, Bicester und Ledbury sowie dem Schlepper Jaunty. Von den Einheiten dieser Gruppe gingen Manchester, Cairo und Foresight verloren, Kenya und Nigeria wurden schwer beschädigt und mussten den Einsatz, gesichert durch andere Einheiten, abbrechen. Die zuletzt verbliebenen vier Transporter und den Tanker Ohio sicherten noch Penn, Bramham und Ledbury.
Die Pathfinder hatte am 12. zusammen mit dem Zerstörer Ithuriel das italienische U-Boot Cobalto versenkt, dann die schwer beschädigte und geräumte Cairo versenkt und einen britischen und einen italienischen Piloten aus dem Meer geborgen. Am 13. übernahm die Pathfinder noch 150 Mann von der schwer beschädigten (später gesunkenen) Manchester. Nach Passieren der Meerenge von Sizilien zog sie sich wieder auf die Höhe von Bougie zu andern britischen Einheiten zurück. Am 21. traf der Zerstörer zusammen mit anderen Einheiten der Force Z und Force X dann wieder in Gibraltar ein.
Schon am 29. war die Pathfinder wieder in See, um zusammen mit den Zerstörern Quentin und Vimy das Ende Dezember 1941 in Alexandria schwer beschädigte Schlachtschiff Queen Elizabeth zur Reparatur in den USA über den Atlantik zu begleiten. Die nach der Atlantik-Überquerung nach Port of Spain auf Trinidad entlassenen Zerstörer konnten am 3. September vor Trinidad, auf der Position 12° 21′ 0″ N, 59° 29′ 0″ W nach mehrstündiger Wasserbombenverfolgung U 162 zum Auftauchen zwingen. Nach einem Rammstoß der Vimy versank U 162. Es gab zwei Tote und 49 Überlebende. 13 Überlebende nahm die Pathfinder auf. Die drei Zerstörer brachten die Gefangenen, unter ihnen Kommandant Jürgen Wattenberg, in den Hafen von Port of Spain. Der Kommandant der Pathfinder erhielt für seine erneute Beteiligung an der Versenkung eines U-Boots eine weitere Spange zu seinem Distinguished Service Order. Dann kehrte der Zerstörer nach Scapa Flow und zur Home Fleet zurück.

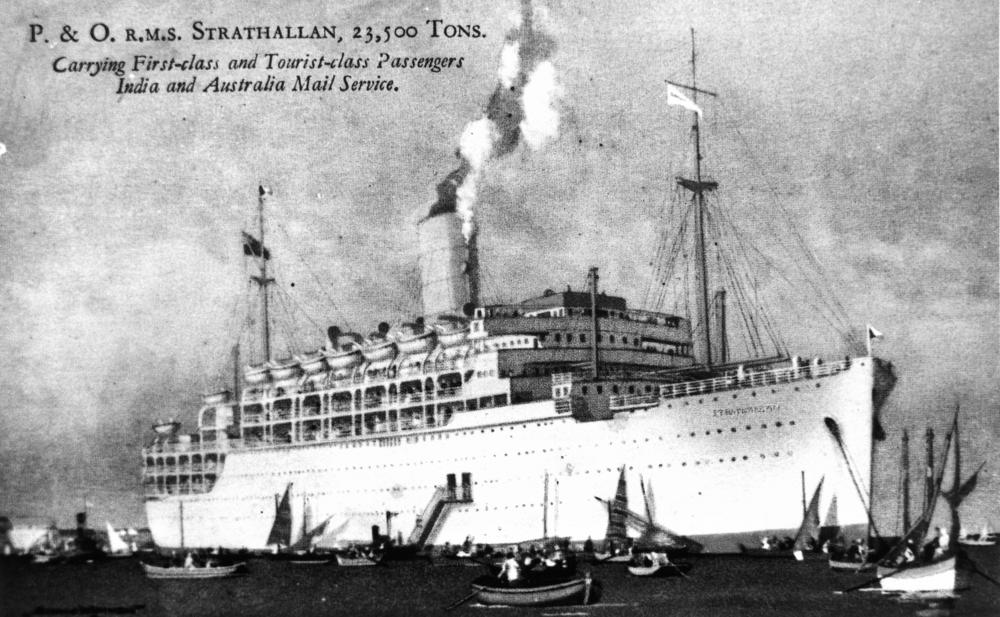
Strathallan im Frieden

Im November verlegte der Zerstörer mit dem Schwesterschiff Penn mit den Einheiten der Home Fleet, die die Landung der Alliierten in Nordafrika unterstützen sollten, nach Gibraltar. Am 8. war der Zerstörer Teil der Eastern Task Force der Operation Torch vor Algier.
Im Dezember war der Zerstörer in Oran stationiert. Als am 1. Dezember der Minenleger Manxman auf der Fahrt von Algier nach Gibraltar von U 375 torpediert und schwer beschädigt wurde, lief die Pathfinder ihm zur Hilfe und schleppte den Minenleger nach Oran ein. 
Am 20. liefen dann Pathfinder und Panther zum Geleitzuges KMF5A und unterstützten die Sicherung des Konvois (Laforey, Lightning, Penn und Wishart), in dem am 21. die Strathallan von U 562 torpediert wurde. Über 5000 Schiffbrüchige konnten die Geleitschiffe an Bord nehmen, ehe das zweitgrößte von U-Booten im Weltkrieg versenkte Handelsschiff doch noch sank. Von den 5122 Menschen an Bord kamen nur 16 ums Leben.
Im Januar 1943 wurde die Pathfinder mit ihren Schwesterschiffen Panther und Penn in Gibraltar stationiert. Ab April bildete der Zerstörer mit dem Geleitträger Biter und den Zerstörern Obdurate und Opportune die 5th Escort Group für den Einsatz in den Western Approaches zum Schutz von Konvois auf dem Atlantik. Bei der Sicherung des Konvois ONS 4 wurde ein Angriff von U 753 abgewehrt. Ein weiterer Angriff von U 203 wurde von einer Swordfish-Bomber des Flugzeugträgers erkannt. Der alarmierte Zerstörer attackierte das U-Boot mit Wasserbomben und zwang es zum Auftauchen. Der Kommandant Hermann Kottmann, zwei weitere Offiziere, drei Fähnriche und 33 Mannschaften konnten das sinkende U-Boot verlassen und wurden von der Pathfinder an Bord genommen. Zehn Männer kamen ums Leben und das Boot sank auf der Position 55° 5′ N, 42° 25′ W. Für diese Versenkung wurde der Kommandant mit einer weiteren Spange zu seinem Distinguished Service Order ausgezeichnet und war nun der erste Seeoffizier, der die Auszeichnung viermal erhalten hatte.
Im Mai folgten weitere Einsätze an den Konvois HX 237, der drei Handelsschiffe (21339 BRT, 58 Tote) verlor, aber auch drei U-Boote (144 Tote) versenkte, sowie zur Unterstützung von SC 129, der zuvor schon zwei Schiffe (7627 BRT, 3 Mann) verloren hatte, an dem aber auch ein U-Boot (53 Tote) verloren ging und wo zwei weitere schwer beschädigt wurden.
Im Juni 1943 verlegte der Zerstörer wieder zur Home Fleet nach Scapa Flow. Mit den Schwesterschiffen Penn und Panther sicherte der Zerstörer die Überführung des Schlachtschiffs King George V ins Mittelmeer, um die alliierte Landung auf Sizilien zu unterstützen (Operation Husky). Am 8. Juli sicherten diese Zerstörer King George V und deren Schwesterschiff Howe, die in Reserve lagen, um einen befürchteten Angriff italienischer Schlachtschiffe zu unterbinden. Am 9. Juli beschoss der Zerstörer mit den beiden Schlachtschiffen Trapani und Marsala. Dabei lief Pathfinder kurz auf Grund. Der Zerstörer musste zum Austausch einer Schraube nach Alexandria laufen und verlegte dann zur Basis Biserta. Von dort wurde er mit Kreuzern und anderen Zerstörern, darunter die Schwesterschiffe Penn und Paladin zu Beschießungen von Küstenpunkten bei Salerno und Neapel eingesetzt. Nach verschiedenen Sicherungsaufgaben gehörte der Zerstörer zu den Schiffen, die am 9. September aus Tarent kommende, kapitulierende italienische Flotteneinheiten aufnahmen. Nach Artillerieeinsätzen bei der Landung bei Salerno unterstützte der Zerstörer die Besetzung Korsikas durch frei-Französische Einheiten.
Im Oktober erfolgte dann die Verlegung des Zerstörers zur Levant Force, die in der Ägäis die deutsche Besetzung bisheriger italienischer oder italienisch-besetzter Inseln verhindern sollte. Im erfolglosen britischen Dodekanes-Feldzug im September/Oktober 1943 war der Zerstörer meist als Transporter eingesetzt. Am 7. November konnte sie die deutsche U-Boot-Falle GA 45 vor Kreta versenken.
Letzter Einsatz im Mittelmeer war die Sicherung des am 28. November vor der Cyrenaika von U 407  torpedierten Kreuzers Birmingham. Am 10. Dezember 1943 schied der Zerstörer aus der Aegean Force aus, um künftig mit den vorhandenen Schwesterschiffen bei der British Eastern Fleet eingesetzt zu werden.
Im Januar 1944 nahm die Pathfinder in Trincomalee ihren Dienst bei der 16th Destroyer Division der 11th Flottille auf. Der Zerstörer wurde mit seinen Schwesterschiffen im Indischen Ozean zur Sicherung der Flotte, Konvoi-Sicherung und Überwachungsaufgaben eingesetzt.
Im Dezember 1944 wurde der Zerstörer den Offensivkräften für die Rückeroberung von Burma zugeteilt.

### Letzte Einsätze und Ende derPathfinder
Am 2. Januar 1945 begann die Operation Lightning gegen die Akyab, heute Sittwe. Pathfinder war Teil der Task Force 61  zu der die Kreuzer Newcastle, Nigeria und die Phoebe als Jägerleitschiff sowie die weiteren Zerstörer Raider und Rapid. Da die Japaner die Insel bereits geräumt hatten, zog sich der Verband am 5. wieder nach Trincomalee zurück
Am 18. verlegte der Zerstörer mit dem Schlachtschiff Queen Elizabeth und dem Zerstörer Norman wieder nach Akyab, um ab dem 21. bei der Landung auf der Insel Ramree (Operation Matador) Artillerieunterstützung zu geben. Der Zerstörer verblieb zur Unterstützung der Landkämpfe bei diesem Einsatz mit kurzen Unterbrechungen, um die Vorräte aufzufüllen. Dabei wechselte sie sich mit Nepal und Paladin ab oder sie wirkten auch zusammen. Am 4. Februar erfolgte auch ein Einsatz als Truppentransporter für eine Landung an der Südost-Seite der Insel. Am 5. konnte Pathfinder die auf eine Sandbank aufgelaufene Nepal freischleppen.
Von der Nepal frischaufgetankt wurde der Zerstörer auf einer normalen Kontrollfahrt von einem Jagdbomber vom Typ Nakajima Ki-43 angegriffen. Obwohl nur Nahtreffer erlitt die Pathfinder schwere Schäden; der Rumpf wurde beschädigt, es trat in verschiedenen Bereichen Treibstoff aus und die Steuerbordmaschine war nicht mehr einsetzbar. Nach ersten Notreparaturen im Einsatzbereich verlegte der Zerstörer ab dem 25. mit einer Maschine über Trincomalee bis zum 1. März nach Colombo. Das Schiff wurde im Dock untersucht und eine Wiederherstellung der Einsatzfähigkeit vor Ort für nicht möglich gehalten. Die Reparaturen sollten eine Rückführung des Schiffes auch mit einer Maschine nach Europa möglich machen.

Am 13. April verließ der Zerstörer Colombo und lief über Bombay und durch das Rote Meer, wo Wetterschäden die Weiterfahrt des Zerstörers in die Heimat verzögerten. Am 11. Juni traf das Schiff in Dartmouth ein, wo am 16. der Zerstörer außer Dienst gestellt wurde, Der Abbruch des Schiffes erfolgte erst im November 1948 in Milford Haven.